# 額亦都克巴爾達
「額亦都克巴爾達」は、『滿洲實錄』に見える明万暦15年1587の戦役。
建州女直酋長ヌルハチ (後の清太祖) の命を奉じたニョフル氏エイドゥがバルダ城を攻略した。

## 経緯

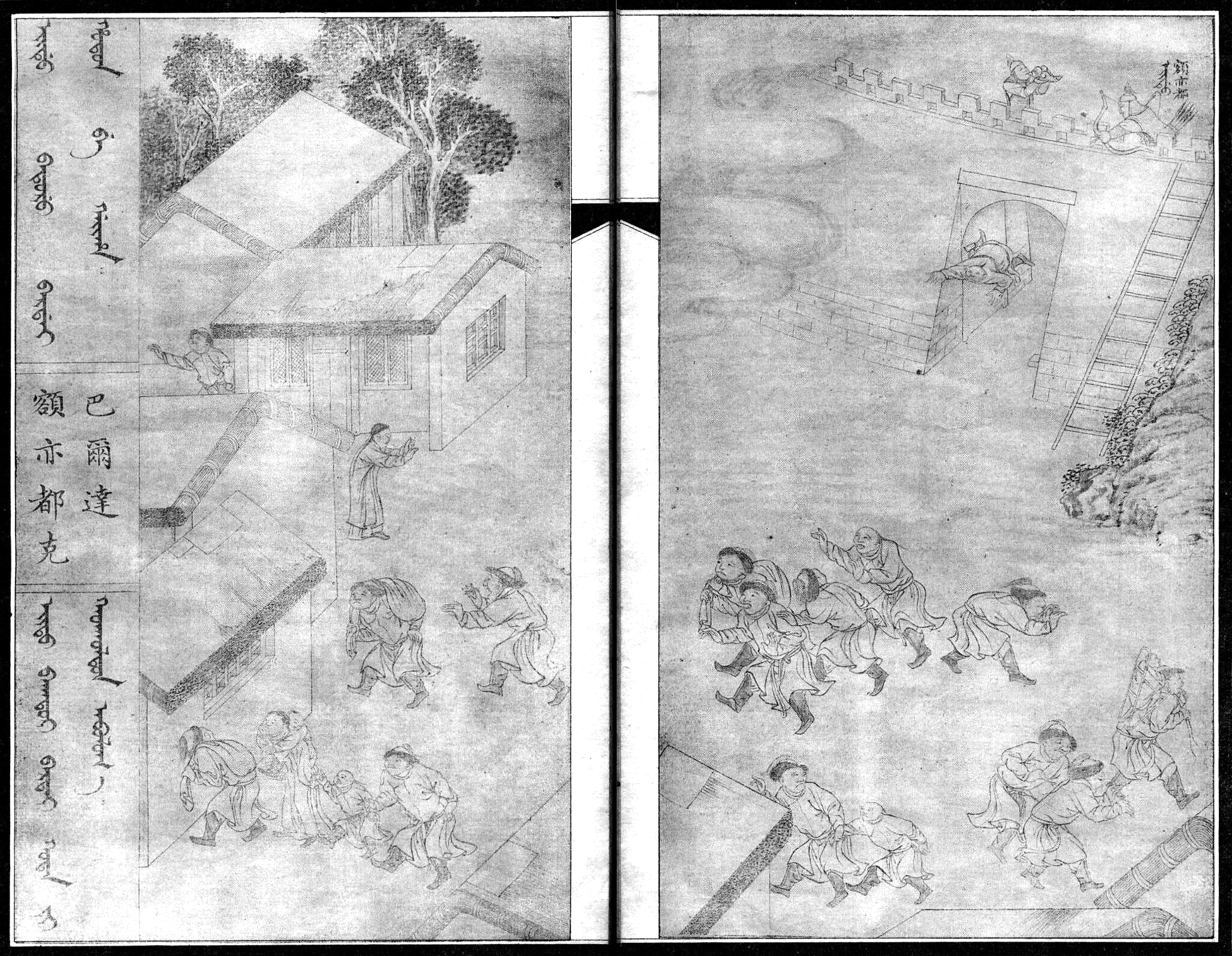
右上：エイドゥ (『滿洲實錄』巻2「額亦都克巴爾達」)

明万暦15年1587旧暦6月、建州女直酋長ヌルハチ (後の清太祖) は哲陳ジェチェン部を征討し、その山砦を攻略して砦主・阿爾泰アルタイを斬伐した。
続いて同年8月、額亦都巴圖魯エイドゥ･バトゥルはヌルハチの命を奉じて渾河フネヘ部の把爾達バルダ城に侵攻した。渾河の水位が上がっているのをみたエイドゥは、縄で兵士を一列につないで魚貫して渡らせ、城塞にたどり着くと、精鋭数人とともに闇夜に紛れて梯子をかけ城内に侵入した。敵兵の迎撃に遭ったエイドゥは城壁に跨がりながら応戦し、身体に50箇所の創痍を負っても退却せず、ついに敵兵が逃散したのをみて一気に陥落させた。

## 脚註

### 典拠
1. 1 2  “丁亥歲萬曆15年1587 6月24日段306”. 太祖高皇帝實錄. 2
2. 1 2  “丁亥歲萬曆15年1587 6月24日段36”. 滿洲實錄. 2

### 註釈
1. ↑  「額亦都克巴爾達」(書き下し：額亦都eidu巴爾達bardaに克つ, 拼音：éyìdū kè bāěrdá)
2. ↑  『清實錄』では「山寨」または「山城」とあるだけでその城塞の名称にはふれていない。
3. ↑  『太祖高皇帝實錄』が「額亦都至渾河河漲不能涉以繩聯軍士魚貫而渡」とする一方、『滿洲實錄』は「至渾河時水氾漲不能渡遂以繩連軍士之頸拽而渡之」(兵士の頸に縄を結えつけて引っ張ってわたらせた) とある。

## 文献

### 實錄
＊中央研究院歴史語言研究所
『清實錄』
- 編者不詳『滿洲實錄』乾隆46年1781 (漢) 
  - 『ᠮᠠᠨᠵᡠ ᡳ ᠶᠠᡵᡤᡳᠶᠠᠨ ᡴᠣᠣᠯᡳmanju i yargiyan kooli』乾隆46年1781 (満) ＊今西春秋訳版
    - 今西春秋『満和蒙和対訳 満洲実録』刀水書房, 昭和13年1938訳, 1992年刊
- 覚羅氏勒德洪『太祖高皇帝實錄』崇徳元年1636 (漢)

### 史書
- 稻葉岩吉『清朝全史』上巻, 早稲田大学出版部, 大正3年1914
- 趙爾巽『清史稿』清史館, 民国17年1928 (漢) ＊中華書局版
- 孟森『清朝前紀』民国19年1930 (漢) ＊商務印書館版

### Web
- 栗林均「モンゴル諸語と満洲文語の資料検索システム」東北大学
- 「明實錄、朝鮮王朝実録、清實錄資料庫」中央研究院歴史語言研究所 (台湾)